# A Nuvem do Não Saber

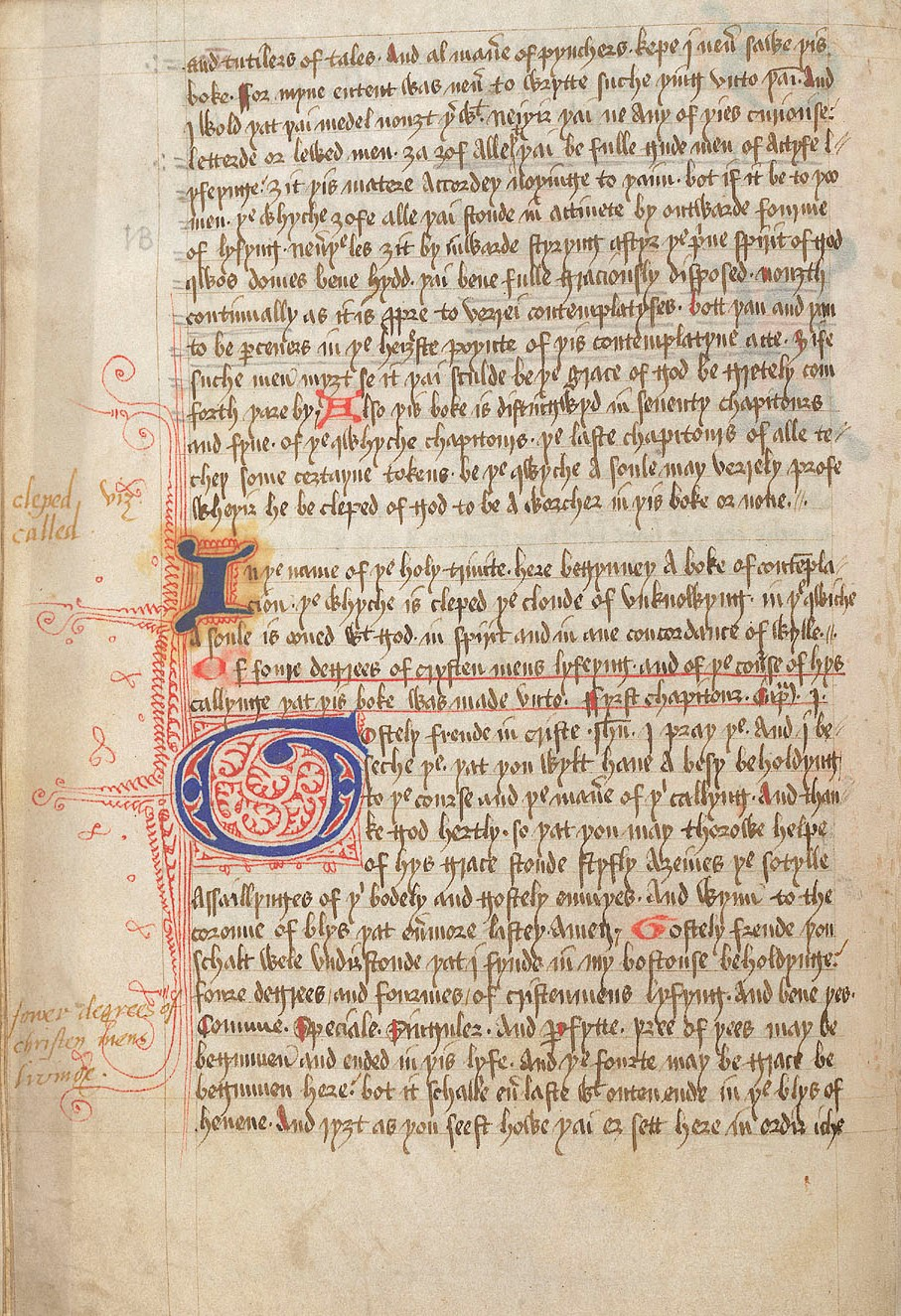
Página inicial de iluminura do século XV, da obra The Cloud of Unknowing.

A Nuvem do Não-Saber ou A Nuvem do Desconhecido, do original em inglês The Cloud of Unknowing é um guia espiritual escrito na segunda metade do século XIV, pouco depois de 1390, por um monge desconhecido, provavelmente da Ordem dos Cartuxos, que teria vivido na Inglaterra.

## A obra
Em seus 75 capítulos, um monge cartuxo ensina a um jovem, de aproximadamente vinte e quatro anos, acerca da vida contemplativa, em que a alma se une a Deus. Para tanto, o autor lança mão, principalmente, de dois episódios bíblicos: o Evangelho de S. Lucas, 10, 38-42 e o livro do Êxodo, capítulo 24. O primeiro, sendo mencionado de maneira explícita pelo autor e o segundo, apenas implicitamente.
No primeiro episódio, Maria representa a vida contemplativa, enquanto Marta representa a vida ativa. Isto porque conforme a narrativa neotestamentária, quando Jesus visita a casa de Marta, esta se apressa em preparar-lhe a refeição, enquanto Maria se senta para ouvi-lo. No segundo episódio, Moisés representa aquele que através de muitos esforços, chega à perfeita contemplação, sendo então, encoberto por uma nuvem de desconhecimento/ignorância. À semelhança da narrativa veterotestamentária, onde Moisés atende o chamado do Senhor, subindo ao monte e sendo encoberto por uma grande nuvem durante seis dias.
Em suma, a via (ou, vida) contemplativa se dá quando o cristão percebe a precariedade da razão, da inteligência natural, como meio de alcançar a Deus, e abandonando-a, vai de encontro a Ele por meio do amor, como ensina Merton: " (...) embora a essência de Deus não possa ser adequadamente apreendida, ou claramente entendida pela inteligência humana, podemos alcançá-Lo diretamente pelo amor". Ou ainda, nas palavras do próprio cartuxo: " Porque Deus pode muito bem ser amado, mas não pensado. Pelo amor Ele pode ser retido; mas pelo pensamento, não, nunca".
A proposta do cartuxo se encaixa no movimento de misticismo que surge em fins do medievo, do qual fizeram parte outros importantes nomes. O misticismo foi uma reação de descontentamento à excessiva valorização do pensamento racional promovido pela escolástica, suas respostas consideradas insatisfatórias, à crise das universidades, bem como, ao conturbado período de transformações e crises vividos pela sociedade e pela Igreja.
O cartuxo pretende ensinar o que seja: a via mística de contemplação e amor a Deus, que se alcança, dentre outros quesitos, por meio da passividade, do silêncio e da solidão.
Os manuscritos da obra se encontram na Biblioteca Britânica e na Biblioteca da Universidade de Cambridge.